# 오카베 노리아키 (야구인)
오카베 노리아키(일본어: 岡部 憲章, 1958년 4월 11일 ~ )는 일본의 전 프로 야구 선수이자 야구 지도자이다. 도쿄도 무사시무라야마시 출신이며 현역 시절 포지션은 투수였다.

## 인물
도카이 대학 부속 사가미 고등학교 재학 시절에는 대기 투수로서 고시엔 대회에 3차례나 출전했다. 그러나 나중에 사가미 고등학교와 고후 고등학교의 감독으로서 이름을 떨친 좌완 에이스 무라나카 히데토의 그늘에 숨어 2학년이던 1975년 춘계 선발 대회(제47회 선발 고등학교 야구 대회) 준결승전에서 호리코시 고등학교를 상대로 9회말 1이닝을 던진 것만으로 끝났다. 1976년 오프에 드래프트 번외로 닛폰햄 파이터스에 입단했다.
프로 2년차인 1978년 4월 2일 롯데 오리온스전(가와사키 구장)에서 프로 첫 등판을 이뤘고 이듬해 1979년에는 슬라이더와 슈토를 습득했다. 1980년 5월 24일 긴테쓰 버펄로스전(고라쿠엔 구장)에서 프로 첫 승리를 따냈고 1981년에는 오미야 다쓰오의 좋은 리드도 빛나는 선발 투수 가운데 한 명으로서 시즌 13승을 기록했다. 그 해에는 평균 자책점 2.70을 기록하여 최우수 평균 자책점 타이틀을 석권함과 동시에 팀을 19년 만의 리그 우승에 큰 기여를 했다. 또한 그 해 요미우리 자이언츠와 맞붙은 일본 시리즈에서도 2경기에 등판, 3차전에서는 선발로 기용됐다.
하지만 이후 성적이 부진할 정도의 극심한 슬럼프에 빠졌고 1987년 오프에는 후지와라 마사시와의 맞트레이드로 한신 타이거스에 이적했다. 이적 첫 해인 1988년에는 5년 만의 완투를 기록하는 등 선발·중간 계투를 번갈아 맡으며 활약했고 1989년을 끝으로 현역에서 은퇴했다.
1990년에는 요미우리 자이언츠에 타격 투수로서 입단했다. 요미우리에 입단할 당시 고교 시절 팀 동료였던 하라 다쓰노리는 아직 현역이었고, 전년도 오프에는 닛폰햄에서 마찬가지로 고등학교 시절 팀 동료인 쓰스에 히데아키도 요미우리로 이적해 왔기 때문에 각각의 역할은 다르지만 프로에선 처음으로 같은 팀에 모였다. 2006년을 끝으로 요미우리를 퇴단했고 이후 도쿄도 나카노구에 음식점을 운영했다.
2007년부터는 클럽 팀 ‘우라와 디아즈’ 코치로 부임하여 2009년부터는 감독을 맡았고 2015년에는 니혼 웰니스 스포츠 대학 코치로 발탁됐다. 현재는 퇴임했고 야구 학원에서 지도를 실시하고 있다.

## 상세 정보

### 출신 학교
- 도카이 대학 부속 사가미 고등학교

### 선수 경력
- 닛폰햄 파이터스(1977년 ~ 1987년)
- 한신 타이거스(1988년 ~ 1989년)

### 수상·타이틀 경력
- 최우수 평균 자책점 : 1회(1981년)

### 개인 기록
- 첫 등판 : 1978년 4월 2일, 대 롯데 오리온스 전기 2차전(가와사키 구장), 2회말 1사에 2번째 투수로서 구원 등판, 2와 2/3이닝 2실점
- 첫 탈삼진 : 상동, 2회말에 레온 리로부터
- 첫 선발 : 1978년 4월 22일, 대 긴테쓰 버펄로스 전기 6차전(고라쿠엔 구장), 5이닝 2실점
- 첫 승리·첫 완투 승리 : 1980년 5월 24일, 대 긴테쓰 버펄로스 전기 5차전(고라쿠엔 구장), 9이닝 2실점
- 첫 완봉 승리 : 1981년 7월 29일, 대 세이부 라이온스 후기 3차전(헤이와다이 구장)
- 첫 세이브 : 1986년 4월 4일, 대 긴테쓰 버펄로스 1차전(후지이데라 구장), 9회말에 2번째 투수로서 구원 등판·마무리, 1이닝 무실점

### 등번호
- 34(1977년 ~ 1987년)
- 13(1988년 ~ 1989년)
- 114(1991년 ~ 2006년)

### 연도별 투수 성적
| 연 도       | 소 속       | 등 판 | 선 발 | 완 투 | 완 봉 | 무 4 구 | 승 리 | 패 전 | 세 이 브 | 홀 드 | 승 률 | 타 자 | 이 닝 | 피 안 타 | 피 홈 런 | 볼 넷 | 고 4 | 몸 맞 | 탈 삼 진 | 폭 투 | 보 크 | 실 점 | 자 책 점 | 평 자 책 | W H I P |
| ----------- | ----------- | ----- | ----- | ----- | ----- | ------- | ----- | ----- | -------- | ----- | ----- | ----- | ----- | -------- | -------- | ----- | ---- | ----- | -------- | ----- | ----- | ----- | -------- | -------- | ------- |
| 1978년      | 닛폰햄      | 11    | 2     | 0     | 0     | 0       | 0     | 1     | 0        | --    | .000  | 82    | 17.1  | 23       | 4        | 9     | 0    | 1     | 15       | 0     | 0     | 16    | 15       | 7.94     | 1.85    |
| 1979년      | 닛폰햄      | 4     | 0     | 0     | 0     | 0       | 0     | 0     | 0        | --    | ----  | 37    | 7.0   | 11       | 1        | 6     | 0    | 0     | 6        | 0     | 0     | 4     | 4        | 5.14     | 2.43    |
| 1980년      | 닛폰햄      | 25    | 5     | 1     | 0     | 0       | 2     | 4     | 0        | --    | .333  | 268   | 61.2  | 66       | 15       | 17    | 0    | 2     | 46       | 0     | 0     | 40    | 38       | 5.52     | 1.35    |
| 1981년      | 닛폰햄      | 27    | 13    | 5     | 1     | 2       | 13    | 2     | 0        | --    | .867  | 524   | 130.0 | 103      | 8        | 46    | 0    | 2     | 88       | 4     | 0     | 42    | 39       | 2.70     | 1.15    |
| 1982년      | 닛폰햄      | 25    | 18    | 1     | 0     | 0       | 4     | 5     | 0        | --    | .444  | 474   | 102.2 | 115      | 12       | 55    | 4    | 0     | 60       | 5     | 0     | 59    | 51       | 4.46     | 1.66    |
| 1983년      | 닛폰햄      | 24    | 18    | 2     | 1     | 0       | 5     | 6     | 0        | --    | .455  | 510   | 117.2 | 121      | 14       | 54    | 2    | 3     | 61       | 2     | 0     | 53    | 49       | 3.75     | 1.49    |
| 1984년      | 닛폰햄      | 22    | 8     | 0     | 0     | 0       | 1     | 4     | 0        | --    | .200  | 288   | 63.1  | 68       | 9        | 30    | 1    | 0     | 28       | 0     | 0     | 45    | 43       | 6.11     | 1.55    |
| 1985년      | 닛폰햄      | 25    | 3     | 0     | 0     | 0       | 0     | 3     | 0        | --    | .000  | 247   | 57.1  | 53       | 10       | 27    | 2    | 0     | 37       | 3     | 1     | 33    | 31       | 4.87     | 1.40    |
| 1986년      | 닛폰햄      | 34    | 0     | 0     | 0     | 0       | 2     | 0     | 1        | --    | 1.000 | 211   | 52.0  | 49       | 5        | 13    | 0    | 2     | 32       | 1     | 0     | 18    | 17       | 2.94     | 1.19    |
| 1987년      | 닛폰햄      | 26    | 0     | 0     | 0     | 0       | 2     | 1     | 0        | --    | .667  | 137   | 31.0  | 36       | 4        | 6     | 0    | 3     | 24       | 1     | 0     | 19    | 16       | 4.65     | 1.35    |
| 1988년      | 한신        | 44    | 3     | 1     | 0     | 0       | 3     | 2     | 0        | --    | .600  | 280   | 68.1  | 67       | 7        | 17    | 1    | 2     | 52       | 1     | 0     | 31    | 31       | 4.08     | 1.23    |
| 1989년      | 한신        | 6     | 0     | 0     | 0     | 0       | 0     | 1     | 0        | --    | .000  | 25    | 5.1   | 7        | 0        | 1     | 0    | 1     | 4        | 0     | 0     | 6     | 3        | 5.06     | 1.50    |
| 통산 : 12년 | 통산 : 12년 | 273   | 70    | 10    | 2     | 2       | 32    | 29    | 1        | --    | .525  | 3083  | 713.2 | 719      | 89       | 281   | 10   | 16    | 453      | 17    | 1     | 366   | 337      | 4.25     | 1.40    |

- 굵은 글씨는 시즌 최고 성적.